# Episodi di FBI: International (quarta stagione)
La quarta e ultima stagione della serie televisiva FBI: International, composta da 22 episodi, è stata trasmessa in prima visione assoluta negli Stati Uniti d'America da CBS dal 15 ottobre 2024 al 20 maggio 2025.
In Italia la prima parte della stagione (episodi nº 1-11) è stata trasmessa in prima visione assoluta su Rai 2 dal 15 marzo al 24 maggio 2025; la seconda parte della stagione (episodi 12-22) è inedita. 
| nº | Titolo originale                   | Titolo italiano           | Prima TV USA     | Prima TV Italia |
| -- | ---------------------------------- | ------------------------- | ---------------- | --------------- |
| 1  | A Leader, Not a Tourist            | Un leader, non un turista | 15 ottobre 2024  | 15 marzo 2025   |
| 2  | The Other Hard Part                | L'altra parte difficile   | 22 ottobre 2024  | 22 marzo 2025   |
| 3  | Nothing Sudden About It            | Niente d'improvviso       | 29 ottobre 2024  | 29 marzo 2025   |
| 4  | The Unwinnable War                 | Una guerra invicibile     | 12 novembre 2024 | 5 aprile 2025   |
| 5  | The Future's Looking Bright        | Un futuro radioso         | 19 novembre 2024 | 12 aprile 2025  |
| 6  | They Paid More                     | Loro hanno pagato di più  | 3 dicembre 2024  | 19 aprile 2025  |
| 7  | Keen As A Bean                     | Entusiasmo alle stelle    | 10 dicembre 2024 | 26 aprile 2025  |
| 8  | You'll Never See It Coming         | Quando meno te l'aspetti  | 17 dicembre 2024 | 3 maggio 2025   |
| 9  | The Kill Floor                     | Il mattatoio              | 28 gennaio 2025  | 10 maggio 2025  |
| 10 | Keep Calm and Deliver The Biotoxin | La valigetta              | 4 febbraio 2025  | 17 maggio 2025  |
| 11 | Veritas Fidelis                    | Veritas Fidelis           | 11 febbraio 2025 | 24 maggio 2025  |
| 12 | Blood Doesn't Become Water         |                           | 18 febbraio 2025 |                 |
| 13 | You've Been Greenlit               |                           | 25 febbraio 2025 |                 |
| 14 | A Winged Lion for Protection       |                           | 11 marzo 2025    |                 |
| 15 | They May Get Their Wish            |                           | 18 marzo 2025    |                 |
| 16 | Little Angel                       |                           | 1° aprile 2025   |                 |
| 17 | Dead Dead                          |                           | 8 aprile 2025    |                 |
| 18 | Lone Wolf                          |                           | 15 aprile 2025   |                 |
| 19 | Flinch Now and It's Over           |                           | 22 aprile 2025   |                 |
| 20 | We're Out of Here                  |                           | 6 maggio 2025    |                 |
| 21 | Herbivore Man                      |                           | 13 maggio 2025   |                 |
| 22 | Gaijin                             |                           | 20 maggio 2025   |                 |

## Un leader, non un turista
- Titolo originale: A Leader, Not a Tourist
- Diretto da: Michael Katleman
- Scritto da: Matt Olmstead

### Trama
A seguito dell'inseguimento di una banda di rapinatori a Los Angeles che porta al ferimento del suo partner Michael Brooks, l'Agente Speciale Supervisore Wesley Mitchell, che lavora nella sede dell'FBI distaccata nella città californiana, vola a Budapest per proseguire l'indagine grazie alla collaborazione con il Fly Team. Trovandosi con due membri della banda presumibilmente uccisi, la squadra è costretta a fare affidamento sulle informazioni fornite da quello sopravvissuto, Vilmos Barany, il quale rivela che un certo Greg Czonka (ex detenuto con la doppia cittadinanza americana e ungherese, anche se quella americana gli è stata revocata dopo aver scontato cinque anni di prigione) recluta ragazzi dal centro per giovani disagiati che ha fondato e gestisce affinché compiano rapine per suo conto. Ulteriori indizi indicano uno schema di trasferimenti della refurtiva (proveniente da gioiellerie e abitazioni private) nella capitale ungherese.
La visita informale di Mitchell a Czonka causa conflitto tra lui e la Polizia ungherese, e anche Vo lo ammonisce per la sua impulsività (lui è stato il suo istruttore a Seattle). Smitty gli spiega che il proprio compito come ufficiale Europol è di assicurarsi che il Fly Team operi all'interno delle direttive e dei limiti imposti da ogni Paese (oltre che del Bureau), per non incorrere in conseguenze gravi.
La collega e fidanzata di Mitchell (che a inizio episodio lo caccia fuori dall'appartamento che condividono a causa di un equivoco che l'ha convinta che lui la tradisca) lo chiama per informarlo del decesso di Brooks dovuto a complicanze durante l'intervento chirurgico: lui ne è devastato e diventa ancora più determinato a fermare Czonka. Si apprende anche che una consigliera dell'ambasciata americana è sul suo libro paga, ma purtroppo viene trovata morta. L'uomo viene arrestato e giura di vendicarsi di Mitchell.
La fidanzata di Wes lo lascia in videochiamata affermando di aver bisogno di tempo per pensare a sé stessa e lui ammette a Vo di non sapere cosa fare una volta tornato negli Stati Uniti per il funerale di Brooks. Lei, colpita dalle qualità dimostrate nel caso, gli offre il ruolo di leader della squadra (sostituendo così Forrester), avendo già ottenuto l'approvazione degli altri. Lui ricorda di aver immediatamente pensato, quando si sono conosciuti, che lei avrebbe avuto una splendida carriera e le dice di essere fiero dell'agente che è diventata.
L'ultima scena lo mostra camminare sul Ponte delle Catene ammirando il maestoso palazzo del Parlamento ungherese mentre riflette sulla proposta di Vo. Inoltre, nel corso dell'episodio si scopre che Mitchell ha trascorso qualche tempo in un carcere minorile, in gioventù, e che prima di entrare nell'FBI è stato per dieci anni nel LAPD.
- Guest star: Beau Knapp (Greg Czonka), Jade Tailor (Ella), RonReaco Lee (Agente Michael "Mike" Brooks), Karen Ascoe (Boglarka Barany), Eric James Gravolin (analista Kyle Cartwright), Stefan Trout (analista dell'FBI Ernesto Saunders), Sydney Sainté (analista Celeste Lee), Andy Langtree (detective Ambrus), Rebecca Yeo (dottoressa Sarah Thompson), Lisanne Falk (Darlene Simonds), Max Lohan (Vilmos Barany).
- Note. Questo episodio segna il debutto nella serie del personaggio di Wesley Mitchell, interpretato dall'attore Jesse Lee Soffer.
- Ascolti USA: telespettatori 4 990 000[5]
- Ascolti Italia: telespettatori 645 000 – share 3,8%[6]

## L'altra parte difficile
- Titolo originale: The Other Hard Part
- Diretto da: John Behring
- Scritto da: Edgar Castillo

### Trama
Mitchell affronta il primo caso da nuovo leader del Fly Team (ha infatti accettato la proposta di Vo, e conosciuto il cane Tank, adottato da Raines dopo l'addio di Forrester): l'ambasciatore americano nei Paesi Bassi Arthur Coates viene sequestrato e tenuto in ostaggio in una stazione televisiva di Rotterdam insieme a sessanta civili, e la squadra assiste la Polizia olandese. I responsabili chiedono il trasferimento di 40 milioni di euro e un elicottero in cambio della liberazione degli ostaggi. Emerge che il complotto è stato abilmente orchestrato da un imprenditore nonché uno dei più famigerati narcotrafficanti europei, attualmente detenuto per l'omicidio della ex fidanzata, attraverso messaggi segreti, e che il vero obiettivo è costringere l'ambasciatore a rivelare il luogo in cui è nascosta una giovanissima testimone - chiave di nome Mila, in attesa del processo di estradizione del criminale (che le dichiarazioni di quest'ultima farebbero restare in prigione per sempre).
Una volta liberati gli ostaggi irrompendo nell'edificio e catturati i sequestratori, il Fly Team sospetta che alcuni poliziotti locali siano sul libro paga del narcotrafficante perciò agisce autonomamente per proteggere la tredicenne, in particolare Mitchell che instaura con lei un legame (raccontandole di essere stato in 12 case - famiglia prima di essere adottato) e fugge con lei in tutta la città (rubando un'auto e poi penetrando illegalmente in una casa per nascondersi) tentando di disperdere i sicari che intendono eliminarla; durante una violenta colluttazione con uno di loro, lui viene ferito, riuscendo comunque a tenerlo impegnato fino all'arrivo della squadra e della Polizia olandese.
La condanna del criminale viene mantenuta mentre viene estradato negli Stati Uniti. Mila verrà inserita nel Programma di Protezione Testimoni finché il processo non inizierà. Mitchell la loda per essere stata davvero coraggiosa e le assicura che potrà chiamarlo ogni volta in cui vorrà parlare.
- Guest star: Jeremy Sisto (Vice Agente Speciale Capo della sede FBI di New York Jubal Valentine), Chris Johnson (Arthur Coates), Casey Hilton (Mila Meyer), Jules Knight (comandante della Polizia Arjen Dekker), Angus Castle - Doughty (Frank Bergkamp), Apoorva Gundeti (Heather Jansen), Eric James Gravolin (analista Kyle Cartwright), Stefan Trout (analista Ernesto Saunders), Sydney Santé (analista Celeste Lee), Helene Maksoud (legat Lauren Zambrano).
- Ascolti USA: telespettatori 4 800 000[7]
- Ascolti Italia: telespettatori 747 000 – share 4,1%[8]

## Niente di improvviso
- Titolo originale: Nothing Sudden About It
- Diretto da: Avi Youabian
- Scritto da: Rachael Joyce

### Trama
La diciassettenne Leah Cardwell, americana del Rhode Island che si trova a Lisbona, in Portogallo, per festeggiare i diciotto anni, viene rapita mentre partecipa a una festa in spiaggia (per la quale lei e due amiche avevano mentito a sua madre): lì conosce un ragazzo che la fa ubriacare e si allontana con lei per un bagno notturno; non vedendola tornare, una delle amiche inizia a cercarla individuando però soltanto la sua borsa. Il Fly Team si unisce alla Polizia portoghese, ma meno di 24 ore dopo il presunto rapimento, Leah viene trovata sana e salva, raccontando di essere stata tenuta legata nella stanza di un motel e che il rapitore in passamontagna l'ha liberata dopo aver sentito le suppliche della madre al notiziario.
Il caso prende una svolta inaspettata nel momento in cui la squadra inizia a dubitare della storia della ragazza, sospettando che il rapimento possa essere stato inscenato. Sebbene poi siano in grado di confermarla, un esame più scrupoloso del passato dei genitori rivela che recentemente il padre ha ottenuto la custodia esclusiva degli altri due figli maschi e che Leah intende assumere soltanto il cognome paterno appena compiuti i diciotto anni, perciò molto probabilmente il padre ha pagato il rapitore allo scopo di far sembrare l'ex moglie Mindy una pessima madre, sostenendo che sia mentalmente instabile.
Ciò è ulteriormente dimostrato quando il padre presenta ufficialmente una denuncia per negligenza nei confronti di Mindy.
Mitchell e Vo mettono l'uomo con le spalle al muro, non lasciandogli altra scelta che confessare oppure rischiare un periodo di carcere o negli Stati Uniti o in Portogallo (egli patteggia un'accusa di associazione a delinquere).
Inoltre, in uno studio di Budapest, Mitchell si lascia tatuare sulla parte alta del braccio sinistro i numeri di matricola dei colleghi caduti in servizio, compreso Mike Brooks, per onorarli.
- Guest star: Alyshia Ochse (Mindy Nelson), Leo Marks (Craig Cardwell), Cece Kelly (Leah Cardwell), Violet Young (Olivia), Bella Podaras (Zoe Bowers), Ines Herédia (detective Leticia Santos), Eric James Gravolin (analista Kyle Cartwright), Stefan Trout (analista FBI Ernesto Saunders), Sydney Sainté (analista Celeste Lee), Daniel Lundh (Luis Alves), Gabriel Antunes (Nico / Duarte De Sousa), Andy Lucas (Francisco), Adrianna Pawlowska (Zsòfia), Sofia Arruda (Bruna), Jonatan Haller (Dominic).
- Ascolti USA: telespettatori 4 690 000[9]
- Ascolti Italia: telespettatori 780 000 – share 4,7%[10]

## Una guerra invincibile
- Titolo originale: The Unwinnable War
- Diretto da: Milena Govich
- Scritto da: Wade McIntyre

### Trama
Il Vice Ispettore Generale Dorian si presenta alla sede del Fly Team per chiedere ad Amanda di agire sul campo, sotto copertura come infiltrata, in una missione altamente delicata e rischiosa a Madrid, in Spagna: verificare se l'Agente della DEA Daniel Lopez sia effettivamente corrotto; infatti secondo una sua collega, ora deceduta, egli si è arricchito rubando droga e denaro dalle retate effettuate nei covi del cartello Serrano, che ha espanso il proprio traffico al di là dell'oceano, fino a Miami. Dorian ritiene Amanda la persona giusta per l'incarico grazie alle sue competenze nella sorveglianza e alla conoscenza fluente dello spagnolo. Mitchell le chiarisce che non è obbligata ad accettare, ma lei, sebbene inizialmente titubante, è decisa a terminare il lavoro iniziato dalla collega di Lopez allo scopo di incastrarlo.
La squadra raggiunge quindi la capitale spagnola fingendo di assistere la DEA nella loro indagine antidroga sul cartello, del quale Lopez si rivela complice. Quest'ultimo propone ad Amanda di accompagnarlo a parlare con un informatore, anche se presto deduce che si tratta di qualcun altro. Senza informare Lopez, il Fly Team cattura quello vero e lo convince a tradirlo, preparandogli una "trappola" riguardo a una falsa incursione in un magazzino; tuttavia, il cartello smaschera l'inganno e di conseguenza la copertura di Amanda salta dopo che lei si reca nell'appartamento di Lopez poco prima che lui incontri l'avvocato del cartello: l'Agente la aggredisce e tenta di soffocarla, ma fortunatamente i colleghi arrivano in suo soccorso.
Gli agenti riescono a convincere un collega di Lopez a rivelare che è stato lui a pianificare l'omicidio di colei che lo sospettava, mandando un sicario a silenziarla durante una retata, e se ne assicurano così la condanna (anche se lui decide di patteggiare).
Nel corso dell'episodio, Amanda dubita di sé stessa e del proprio valore, Vo la rassicura ricordandole che non deve dimostrare nulla a nessuno. Alla fine, Mitchell la loda per l'ottimo lavoro e aggiunge che approverebbe se lei volesse trascorrere più tempo sul campo con loro; lei, osservando la figlia Lili giocare con Tank, lo ringrazia ma replica che per il momento preferisce continuare a essere un'analista.
- Guest star: Bobby Soto (Agente della DEA Daniel Lopez), Rafael Edholm (Marcelo Olivàrez), Evan Hoyt Thompson (Agente della DEA William Boyd), Al Sapienza (Vice Ispettore Generale Dorian), Raul Fernandes (Simon Ruiz), Eric James Gravolin (analista Kyle Cartwright), Stefan Trout (analista Ernesto Saunders), Sydney Santé (analista Celeste Lee), Margot Lane (Lili), Adrià Escudero (Alvaro Serrano), Angel Lopez - Silva (Jose "Conejo" Ramos).
- Ascolti USA: telespettatori 4 850 000[11]
- Ascolti Italia: telespettatori 669 000 – share 4,1%[12]

## Un futuro radioso
- Titolo originale: The Future's Looking Bright
- Diretto da: Loren Yaconelli
- Scritto da: Hussain Pirani

### Trama
L'anziano vedovo americano Gilbert Schrader, originario del Delaware, arriva a Varsavia, in Polonia, per incontrare di persona Natalya Kovalenko, una ragazza ucraina conosciuta su un sito di incontri online che lo invita a raggiungerla. Appena dopo l'incontro, entrambi vengono rapiti. Il Fly Team assiste la Polizia polacca sovraccarica di lavoro: presto emerge che il rapimento è parte di un elaborato e complesso piano di "truffe sentimentali" ai danni di facoltosi anziani (Schrader infatti possiede un patrimonio complessivo di ben 30 milioni di dollari) che vengono torturati allo scopo di un riscatto. Natalya ne era al corrente, ma una volta salvata, gli agenti la convincono a collaborare per far tornare Gil.
Poiché la figlia dell'uomo ha fatto congelare i suoi conti bancari, i truffatori la costringono a pagare inviandole un video che mostra il padre sanguinante. Tramite un intermediario, la squadra e la Polizia rintracciano e liberano Schrader. Apprendendo che un cittadino britannico, Keith Edmonds, è anch'egli caduto vittima dei raggiri (e il cui dito viene scovato sul luogo di prigionia di Schrader), Smitty decide di restare. I colleghi la supportano e insieme si recano all'ultima posizione nota di Edmonds, affrontando uomini armati prima di riuscire a liberarlo.
Gilbert e la figlia Melissa possono riabbracciarsi.
A Budapest, Mitchell affitta un appartamento propostogli da Vo, dotato di un simulatore virtuale di golf (il suo sport preferito). Inoltre, Raines convince Wes a iscriversi a un'app di incontri e, sfogliando i diversi profili di donne "compatibili", Mitchell è sorpreso di individuare Vo. Successivamente, i due vi scherzano sopra.
- Guest star: Michael Countryman (Gilbert Schrader), Jessica Lindsey (Melissa Schrader), Michael Kostroff (Larry Holbrook), Heidi Berger (Natalya Kovalenko), Tomi May (Sergente Aleks Jesko), Eric James Gravolin (analista Kyle Cartwright), Stefan Trout (analista Ernesto Saunders), Sydney Sainté (analista Celeste Lee), Piotr Witkowski (Piotrek), Zdenek Suchar (Fedir Kosh), Jeremy Wheeler (Keith Edmonds).
- Ascolti USA: telespettatori 5 180 000[13]
- Ascolti Italia: telespettatori 809 000 – share 4,8%[14]

## Loro hanno pagato di più
- Titolo originale: They Paid More
- Diretto da: Michael Katleman
- Scritto da: Roxanne Paredes

### Trama
L'autobus con a bordo un gruppo di dodici volontari dell'organizzazione umanitaria americana no - profit "Guiding Hands", fondata dalla giovane Emmy Devlin, originaria di Provo in Utah, che operano presso le Montagne dell'Alto Atlante in Marocco, una zona a alto rischio e già devastata dal terremoto del 2023, viene sequestrato a un check-point. Giunto a Marrakech, il Fly Team apprende che una delle guardie presenti ha revocato l'accordo stretto con Emmy (che lo pagava per poter oltrepassare il blocco) e quest'ultima viene trovata sana e salva. Mitchell tenta di negoziare telefonicamente con i rapitori, ma essi pretendono un riscatto di 20 milioni di dollari altrimenti inizieranno a eliminare gli ostaggi (tra i quali Mark, il marito di Emmy).
Si scopre che a capo degli uomini armati vi è un mercenario russo con un passato di rapimenti di volontari stranieri in Africa. Da un video, gli analisti determinano che Mark sembra tenuto in una vecchia scuola, che è tuttavia vuota quando la squadra la perquisisce. Successivamente, si individua l'esatto luogo nel quale i russi hanno la propria base operativa e in cui hanno imprigionato tutti gli ostaggi: gli agenti irrompono e li liberano (grazie anche all'assistenza da remoto di Amanda). Mark insiste per portare via anche altri civili (studenti della scuola), ma Mitchell spiega che rischierebbero la cattura. Una volta al sicuro, Mitchell informa Emmy che il Marocco ha annullato i visti suo e del marito, perciò entrambi saranno rispediti negli Stati Uniti per affrontare accuse di reati finanziari su mandati pendenti nei loro confronti emessi dal Fisco americano.
Inoltre, Mitchell si apre con Vo riguardo agli eventi accaduti tempo prima a Montrose, in Colorado, nel corso di una semplice perquisizione, tramutata in un assedio lungo 24 ore, all'interno di un complesso recintato, in una massiccia operazione antidroga mirata all'arresto di alcuni spacciatori: l'informatore col quale Wes lavorava da due anni e di cui si fidava non riteneva credibile l'affermazione del leader della banda secondo cui l'intero edificio era minato per esplodere, quindi Wes ha deciso di irrompere, trovandosi davanti l'uomo e i suoi due figli piccoli; si è come paralizzato per un istante e l'altro ne ha approfittato per ferire all'arteria femorale la sua agente supervisore, morta dissanguata. I bambini sono sopravvissuti, anche se Mitchell ha dovuto sparare al loro padre per impedirgli di radere al suolo l'edificio. Senza la testimonianza dell'uomo, il caso è stato archiviato.
Alla fine, i colleghi di Mitchell propongono un brindisi alla memoria di tutti gli agenti caduti in servizio, per onorarne il coraggio e la dedizione.
- Guest star: Brooke Sorenson (Emmy Devlin), Sean Grandillo (Mark Devlin), Michael Wildman (agente Emir Rachid), Faly Rakotohavana (Peter Gardner), Summer Madison (Camille Gardner), Tarrick Benham (Tarik Amrabat), Habib Gino Guabintani (Mostafa Benali), Eric James Gravolin (analista Kyle Cartwright), Stefan Trout (analista Ernesto Saunders), Sydney Sainté (analista Celeste Lee), Mercedes Assad (agente Alami), Andras Balazs (Arkady Federov), Nezar Alderazi (agente Hakim).
- Ascolti USA: telespettatori 5 000 000[15]
- Ascolti Italia: telespettatori 746 000 – share 4,4%[16]

## Entusiasmo alle stelle
- Titolo originale: Keen as a Bean
- Diretto da: Brenna Malloy
- Scritto da: Kyle Steinbach

### Trama
Tyler Booth, amico ed ex collega di Mitchell, convince Kelsey Haskins, l'ex moglie del ricattatore sulla lista dei più ricercati dell'FBI Edward Haskins, a collaborare per attirarlo fuori dalla Russia (dove lui ha ottenuto asilo) e poterlo così finalmente arrestare per i suoi crimini: egli infatti è un ex poliziotto di Charleston, South Carolina, cacciato per cattiva condotta, che per questo si vendica dei membri delle forze dell'ordine ricattandoli e minacciando di divulgare online loro foto e video estremamente privati (grazie alle proprie abilità informatiche), del genere che rovina una carriera, tanto che già quattro poliziotti di diversi Stati americani si sono suicidati. Inoltre, è un narcisista dominante e manipolatore, mentre l'ex moglie è una donna fragile e sottomessa.
Booth si reca a Budapest per chiedere l'aiuto del Fly Team. Poco dopo, tuttavia, Haskins chiede di incontrare l'ex moglie a Tallinn, in Estonia. La squadra tenta di tenere segreta l'operazione, ma la Polizia estone li scopre e, invece di intimare loro di lasciare il Paese, offre la propria discrezione. Booth apprende che la figlia Charlotte (che studia in un college negli Stati Uniti) è stata presa di mira dall'uomo e diventa dunque ancora più determinato a incastrarlo. Lui e Mitchell suggeriscono a Kelsey di ritardare l'orario di arrivo di Edward, ma con sorpresa di tutti, quando lui arriva la donna gli si unisce, rischiando lei stessa la prigione una volta arrestati entrambi.
Gli agenti inducono Haskins a evitare all'ex moglie la detenzione in cambio della password di accesso ai materiali di ricatto, per impedirne la pubblicazione; lui tornerà negli USA per il processo, Kelsey è libera.
Vo chiede chiarimenti a Mitchell sul suo rapporto con Booth: Wes spiega che era con lui a Montrose, in Colorado, che gli ha salvato la vita durante la retata all'interno del complesso, ma che la sua carriera è rimasta bloccata in quanto l'OPR (equivalente agli Affari Interni) voleva un "capro espiatorio" per il fallimento della vicenda e Booth gliel'ha reso facile. Da quel momento, quest'ultimo sta ancora cercando di riconquistare la stima e la fiducia dei superiori.
Alla fine dell'episodio, Booth riceve una telefonata dal Vice Direttore che si congratula con lui per l'esito dell'operazione e gli offre novanta giorni di lavoro temporaneo nel Fly Team finché non troverà un prossimo incarico, e Mitchell lo accoglie.
- Guest star: Jay Hayden (Tyler Booth), Will Janowitz (Edward Haskins), Erin Way (Kelsey Haskins), Ronan Summers (Tenente Sergei Kass), Kaori Munro (Charlotte Booth), Eric James Gravolin (analista Kyle Cartwright), Stefan Trout (analista Ernesto Saunders), Sydney Sainté (analista Celeste Lee), Tara Hoyos-Martinez (Monica Dillon).
- Ascolti USA: telespettatori 4 980 000[17]
- Ascolti Italia: telespettatori 784 000 – share 4,9%[18]

## Quando meno te l'aspetti
- Titolo originale: You'll Never See It Coming
- Diretto da: Michael Katleman
- Scritto da: Edgar Castillo

### Trama
Greg Csonka, l'uomo che pianificava e organizzava rapine servendosi di ragazzi del suo centro giovanile di Budapest, nonché mandante di quella che ha provocato la morte dell'ex partner di Mitchell a Los Angeles, è attualmente detenuto in un carcere della capitale ungherese. Csonka corrompe una guardia per farsi chiudere nella cella di Vilmos Barany (l'unico sopravvissuto della banda di rapinatori che l'ha tradito parlando con il Fly Team) e lo uccide a mani nude prima che possa testimoniare contro di lui. Poiché di conseguenza il processo rischia di fallire, la squadra collabora con la Procura ungherese per salvaguardare il caso: la Pubblico Ministero chiede anche a Booth (malgrado non abbia partecipato all'indagine iniziale) di deporre e la difesa di Csonka tenta di sfruttare la sua testimonianza per screditare l'integrità di Mitchell come agente (ripercorrendo gli eventi di Montrose di due anni prima); dopo, è lo stesso Mitchell a sedersi alla sbarra (anche se Smitty aveva cercato di dissuaderlo), rendendosi conto presto che Csonka vuole attaccarlo personalmente, dato che non riesce a resistere alle provocazioni dell'avvocato difensore.
Con la credibilità del leader in discussione, il giudice valuta di emettere una sentenza a favore di Csonka, finché il Fly Team identifica la guardia carceraria che ha condotto l'uomo da Barany: egli fornisce loro la registrazione della chiamata ricevuta da un certo Viktor Stoll, che si suicida prima che possano fermarlo. Grazie ad Amanda, la squadra utilizza le tracce digitali delle transazioni conservate da Stoll che incastrano Csonka per l'omicidio di Vilmos, contro di lui.
Nonostante una nuova condanna a trenta anni da scontare in Ungheria, Csonka fugge durante il trasporto: mentre Mitchell tenta di bloccarlo, un tiratore spara da lunga distanza colpendo Vo tra il collo e la spalla, ferendola gravemente. Quando gli agenti raggiungono un piccolo aeroporto in cui il criminale è stato individuato, quest'ultimo ha già lasciato il Paese.
In ospedale, i medici comunicano che il proiettile ha frantumato la clavicola di Vo lesionando l'arteria succlavia, causando così una massiccia emorragia: sottoposta a un intervento chirurgico, le sue condizioni diventano critiche. Booth offre supporto a Mitchell per catturare definitivamente Csonka e Mitchell promette di farlo anche senza distintivo.
L'interrogatorio di Mitchell da parte dell'avvocato difensore getta luce su importanti avvenimenti del passato familiare e personale di Wes: in particolare, emerge che il suo padre biologico è stato arrestato per aggressione aggravata quando lui aveva 12 anni; la madre è morta per overdose di eroina un paio di anni dopo. Wes ha trascorso un periodo in un carcere minorile di Los Angeles per reati minori (poi cancellati); nel 1993, il suo migliore amico dell'epoca è finito in ospedale a causa di un diverbio avuto con Csonka mentre entrambi si trovavano in quello stesso centro di detenzione.
- Guest star: Beau Knapp (Greg Csonka), Zach Grenier (Graham Simons), Caroline Ford (Alina Kollar), Max Lohan (Vilmos Barany), Ron Donachie (giudice), Jay Hayden (Tyler Booth), Eric James Gravolin (analista Kyle Cartwright), Stefan Trout (analista Ernesto Saunders), Sydney Sainté (analista Celeste Lee), Mary Doherty (dottoressa Pàlma Antos), Steven Dykes (Bertalan Solti), Péter Végh (Viktor Stoll).
- Ascolti USA: telespettatori 5 250 000[19]
- Ascolti Italia: telespettatori 683 000 – share 4,2%[20]

## Il mattatoio
- Titolo originale: The Kill Floor
- Diretto da: Alex Zakrzewski
- Scritto da: Matt Olmstead

### Trama
La caccia a Greg Csonka conduce il Fly Team fino a Parigi, dove il criminale uccide un vecchio socio (a capo di un'organizzazione criminale locale) per aver rifiutato di aiutarlo. Grazie al supporto della Polizia francese, la squadra interroga Valerie Mehrez, ballerina e ragazza di Csonka, la quale fornisce l'indirizzo del suo appartamento nel Marais. Presto emerge che si tratta di un diversivo e nel trambusto Raines viene rapito. Mitchell e Booth s'impegnano a convincere Valerie ad aiutarli a intercettare il segnale del cellulare di Csonka.
Quando Csonka è costretto a cambiare i propri piani intuendo le mosse delle autorità, Raines riesce a liberarsi dalle manette e a ferirlo a una gamba, anche se lui fugge. Mitchell e Booth lo raggiungono: il primo affronta Csonka un'ultima volta, quest'ultimo tenta di contrastarlo quindi Wes gli spara uccidendolo.
Prima di unirsi ai colleghi per un drink su una terrazza panoramica ammirando la Tour Eiffel scintillante di luci, Mitchell si reca dalla famiglia nel cui appartamento aveva fatto involontariamente irruzione quel giorno (infrangendo il protocollo), portando loro una bottiglia di pregiato vino francese per scusarsi, e l'uomo accetta le sue scuse.
Nel frattempo, a Budapest, le condizioni di Vo sono sempre critiche ma stabili; i medici decidono di sottoporla a un altro intervento chirurgico per individuare l'esatto punto di origine dell'emorragia. L'analista Celeste Lee rimane in ospedale per aggiornare costantemente gli agenti ed Amanda contatta la famiglia di Cameron per informarli. Alla fine, Vo viene trasferita nel reparto di rianimazione e fortunatamente inizia a riprendersi.
- Guest star: Beau Knapp (Greg Csonka), Nour Bettaieb (Valerie Mehrez), François De Brauer (detective Jean Deschamps), Jay Hayden (Tyler Booth), Eric James Gravolin (analista Kyle Cartwright), Stefan Trout (analista Ernesto Saunders), Sydney Sainté (analista Celeste Lee), Mary Doherty (dottoressa Pàlma Antos), Téo Cellier (Jules Archambeau), Nelson Delapalme (Luc Renard), Louis Seguier (Philippe Belmondo), David Olivier Fischer (François).
- Ascolti USA: telespettatori 4 470 000[21]
- Ascolti Italia: telespettatori 784 000 – share 5,1%[22]

## La valigetta
- Titolo originale: Keep Calm and Deliver the Biotoxin
- Diretto da: Steve Robin
- Scritto da: Wade McIntyre

### Trama
Il biochimico russo Vasily Sviridov viene ucciso in procinto di fuggire da Mosca in possesso della propria ricerca altamente riservata sulle biotossine, incaricando all'ultimo minuto la figlia Yulia di portare la valigetta che la contiene a un amico americano di fiducia, il dottor Alexander Chang. Raines, Smitty e Booth vengono mandati a intercettarla e scortarla al sicuro da Leopoli, in Ucraina, alla vicina Cracovia, in Polonia.
Tuttavia, durante il tragitto, due operativi russi del GRU (il Servizio di Intelligence militare) quasi catturano la ragazza allo scopo di recuperare la valigetta (che lei tiene ammanettata al polso), venendo bloccati dai tre agenti del Fly Team. In Polonia, Raines trasferosce Yulia in un rifugio sicuro temporaneo: altri russi li rintracciano, ma Booth li preleva e si riuniscono a Smitty. 
Raines e Yulia si dirigono a Varsavia, Smitty e Booth consegnano segretamente il contenuto della valigetta (che si rivela in realtà un ceppo estremamente letale del batterio Clostridium, invece delle ricerca cartacea, quindi un'arma biologica) al laboratorio del dottor Chang, mentre Raines inganna i russi con una valigetta innocua.
Yulia ringrazia Raines per averla protetta e averla aiutata a mantenere la promessa fatta al padre di tenere al sicuro la valigetta.
Nel frattempo, Booth confida a Mitchell di essere in considerazione per la promozione ad Agente Speciale Supervisore a Filadelfia e Mitchell si congratula con lui perché se lo merita. Booth apprende però che Smitty intende raccontare la verità riguardo agli eventi di Parigi (quando i due sono entrati nell'appartamento della testimone per poter salvare Raines, rapito da Greg Csonka, nell'episodio precedente) in attesa di un'indagine e ciò potrebbe compromettere la promozione, se dovessero emergere irregolarità. Dopo aver affrontato la questione con lui, Smitty si offre di lasciarsi trasferire dal Fly Team affinché la carriera di Booth possa avanzare. Mitchell non approva la proposta e si accerta che Booth, avendo riabilitato la propria reputazione, torni in North Carolina e si riunisca alla figlia Charlotte, tenendo contemporaneamente Smitty nella squadra.
Vo rientra a casa dopo il ricovero in ospedale. Mitchell le intima di riposare, ma lei chiede segretamente aiuto ad Amanda per collegarsi "da remoto" e seguire comunque il caso.
- Guest star: Sofia Shallai (Yulia Sviridova), Kaori Munro (Charlotte Booth), Michael Tow (dottor Alexander Chang), Laurentiu Possa (Vasily Sviridov), Jay Hayden (Tyler Booth), Eric James Gravolin (analista Kyle Cartwright), Stefan Trout (analista Ernesto Saunders), Sydney Sainté (analista Celeste Lee), Karl Kennedy-Williams (Sergei Gavrilenkov), Norbert Kovàcs (Demian Borysenko).
- Ascolti USA: telespettatori 4 360 000[23]
- Ascolti Italia: telespettatori 666 000 – share 4%[24]

## Veritas Fidelis
- Titolo originale: Veritas Fidelis
- Diretto da: Yangzom Brauen
- Scritto da: Beatrice Morgan

### Trama
Smitty chiede al Fly Team di seguire il caso di Emma Byers, studentessa americana presso l'elitaria "Blackmore University" (frequentata prevalentemente da figli di famiglie ricche e influenti) nel sobborgo di Muswell (situato nella parte settentrionale di Londra), nel Regno Unito: la giovane è stata trovata in un fiume con ferite da difesa sul corpo, indice di un atto violento. La squadra apprende che ella era stata ammessa all'interno dell'esclusivo "Covington Club", una società segreta dalla lunga storia e completamente maschile fino a pochi anni prima.
Quando un altro membro viene ucciso, le analisi del computer di Emma rilevano che ella stava attuando la propria vendetta nei confronti del club, raccogliendo prove di crimini commessi dai suoi affiliati dopo che la propria denuncia per stupro era stata archiviata. Gli agenti deducono che sia lei che il ragazzo sono stati messi a tacere per impedire loro di rivelare la verità.
L'identificato stupratore di Emma, James Haylett, fugge dal Paese per rifugiarsi in Russia insieme al padre; la squadra dirotta il loro aereo privato sulla città di Rostock, in Germania, e Smitty contatta Katrin Jaeger (la sua predecessora e ora a capo dell'Europol in Europa Orientale) per assistenza: tuttavia, l'Europol non può arrestare il ragazzo a causa della cittadinanza tedesca che gli garantisce protezione secondo la legge tedesca. Jaeger intima quindi di bloccare gli investimenti tedeschi del padre dalla Russia, riuscendo così ad arrestare James.
Nel corso dell'indagine, Smitty affronta il proprio passato dato che ha frequentato la "Blackmore University" per un periodo prima di trasferirsi a Cambridge a studiare Criminologia; racconta a Raines vicende dell'epoca e lui intuisce che la sua espulsione è stata dovuta al fatto che è stata incastrata per un reato compiuto dalla sua migliore amica, da parte della stessa Rettrice, che viene infine arrestata.
- Guest star: Douglas McFerran (Sergente Ted Boyle), Joe Pitts (Alistair), Ryan Quarmby (James Haylett), Nicola Wright (Rettrice Eileen Price), Karina Logue (Jen Byers), Christiane Paul (Agente dell'Europol Katrin Jaeger), Eric James Gravolin (analista Kyle Cartwright), Stefan Trout (analista Ernesto Saunders), Sydney Sainté (analista Celeste Lee), Carrie Dimaculangan (Ana Mathieu), Miles Richardson (George Haylett), Jules Smekens (Harry Earnshaw), James Anderson (Mark Sterling), Isabelle Shuka (Emma Byers).
- Ascolti USA: telespettatori 4 340 000[25]
- Ascolti Italia: telespettatori 983 000 – share 6,6%[26]